# Monique Kalkman-Van Den Bosch
Monique Kalkman-Van Den Bosch, née le 28 novembre 1964 à Sint-Oedenrode, est une joueuse de tennis de table, de tennis et de golf handisport néerlandaise professionnelle.
Atteinte du Sarcome d'Ewing à l'âge de 14 ans, elle se tourne dans un premier temps vers le tennis de table, discipline dans laquelle elle a obtenu deux médailles aux Jeux paralympiques d'été de 1984.
Elle a dominé le tennis en fauteuil roulant dans les années 1990, championne du monde entre 1992 et 1995, remportant notamment les deux premières éditions du Masters en 1994 contre sa principale rivale Chantal Vandierendonck et en 1995 contre Daniela Di Toro. Elle s'est illustrée aux Jeux paralympiques d'été de 1992 en décrochant deux médailles d'or, ainsi qu'en 1996 en s'imposant une nouvelle fois en double. En 1988, elle avait déjà participé à la première compétition paralympique de tennis fauteuil à Séoul, terminant le tournoi de démonstration à la seconde place.
Depuis 2009, elle s'illustre dans les compétitions de golf. En 2014, elle fonde Going4Golf qui vise à la promotion du golf pour les personnes handicapées.  

## Palmarès

### Jeux paralympiques
- médaillée d'or en simple en 1992
- médaillée d'or en double dames en 1992 et 1996 avec Chantal Vandierendonck
- médaillé d'argent en simple en 1996

### Victoires dans les tournois majeurs
- French Open :
  - en simple en 1991, 1992, 1993
- US Open :
  - en simple en 1991, 1994, 1995
  - en double dames en 1994, 1995
- British Open :
  - en simple en 1992, 1993, 1995, 1996
  - en double dames en 1995, 1997
- Swiss Open :
  - en simple en 1992, 1993, 1995
  - en double dames en 1995